# Râul Bâsca Mică
Râul Bâsca Mică este unul din afluenții care formează râul Bâsca Roziliei.

## Hărți
- Harta Siriu - Trasee Montane
- Harta Munții Buzăului [nefuncțională – arhivă]